# 호기심

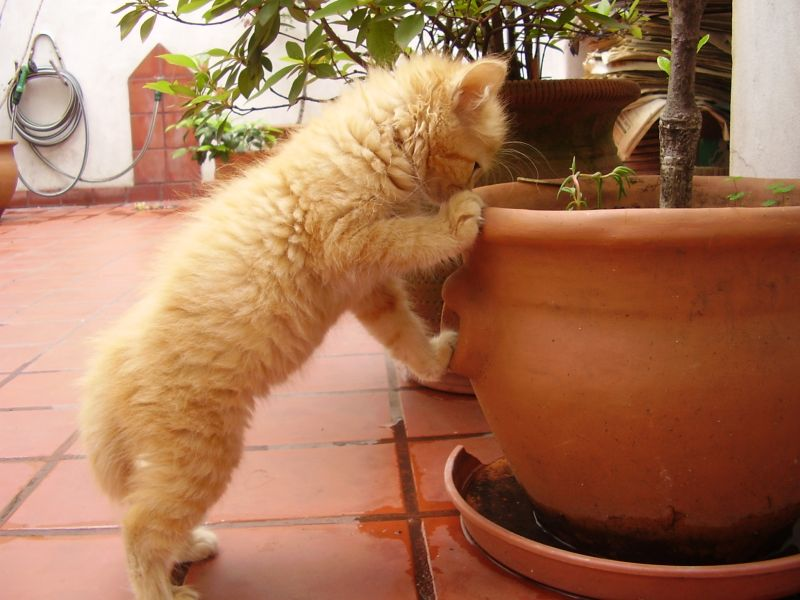
호기심에 화분을 보는 고양이

호기심(好奇心, 영어: curiosity)은 동물이나 인간에게서 발견되는 원정, 탐사, 교육 등의 선천적으로 무엇이든 알고 싶어하는 행동들의 원인이 되는 감정이다. 호기심은 학습 과정과 지식 및 기술을 습득하려는 욕구에서 파생되는 인간 발달의 모든 측면과 연관되어 있다.
호기심이라는 용어는 지식이나 정보를 얻으려는 욕구와 관련하여 궁금함이 있는 행동, 특성 또는 감정을 나타낼 수도 있다. 행동과 감정으로서의 호기심은 과학, 언어, 산업의 발전과 같은 인간 발전의 원동력이다.

## 형태
비록 호기심이 많은 생명체의 타고난 능력이긴 하지만 정형화된 행동양식의 결여로 인해 본능의 범주에 속하지는 못한다.
또한, 호기심은 인간에게서 나이에 상관없이 유아에서 성인까지 모든 연령대에서 발견되고 또한 개, 원숭이, 고양이, 물고기, 파충류, 곤충와 같은 다른 생명체에서도 흔히 볼 수 있다.

## 같이 보기
- 몰입